# OGLE-2006-BLG-109Lc
OGLE-2006-BLG-109Lc는 궁수자리에 있는, 지구에서 약 4,900 광년 떨어져 있는 외계 행성이다. 이 행성은 중력렌즈 기법을 사용하여 2008년 발견되었다. c의 질량은 토성과 거의 같다.

## 같이 보기
- 큰곰자리 47 b
- OGLE-2005-BLG-390Lb
- OGLE-2006-BLG-109Lb
- Wow! 신호